# Haimakouria
Haimakouria (griechisch αἱμακουρία) bezeichnet ein Blutopfer für die Toten in der griechischen Religion. Sie ist Teil eines größeren und umfangreicheren Opfers wie zum Beispiel einer Thysia. Der Begriff ist selten überliefert. Der älteste Beleg stammt von Pindar aus dem 5. Jahrhundert v. Chr.

## Definition
Die Haimakouria ist ein Blutopfer für die Toten.
Pindar verwendet den Begriff Haimakouria in seiner Olympischen Ode an Pelops. In den Scholien zu Pindar wird er als boiotischer Begriff für ein Blut-Enagisma erklärt. Gunnel Ekroth interpretiert die Textstelle bei Pindar so, dass dort eine eigentliche Thysia mit einer ergänzenden Theoxenie und einer Haimakouria beschrieben sei.